# Aucula franclemonti
Aucula franclemonti là một loài bướm đêm trong họ Noctuidae.